# 达留什·戈伊齐亚克
达留什·戈伊齐亚克（波蘭語：Dariusz Goździak，1962年12月6日—），波兰男子现代五项运动员。他曾获得1992年夏季奥运会现代五项比赛男子个人金牌，他在该届奥运会也参加了个人小项，获得第10名。